# BMW R32
La BMW R32 è una motocicletta da strada prodotta dalla casa tedesca BMW. Lanciata nel 1923, fu la prima motocicletta costruita dalla casa bavarese.

## Storia del progetto

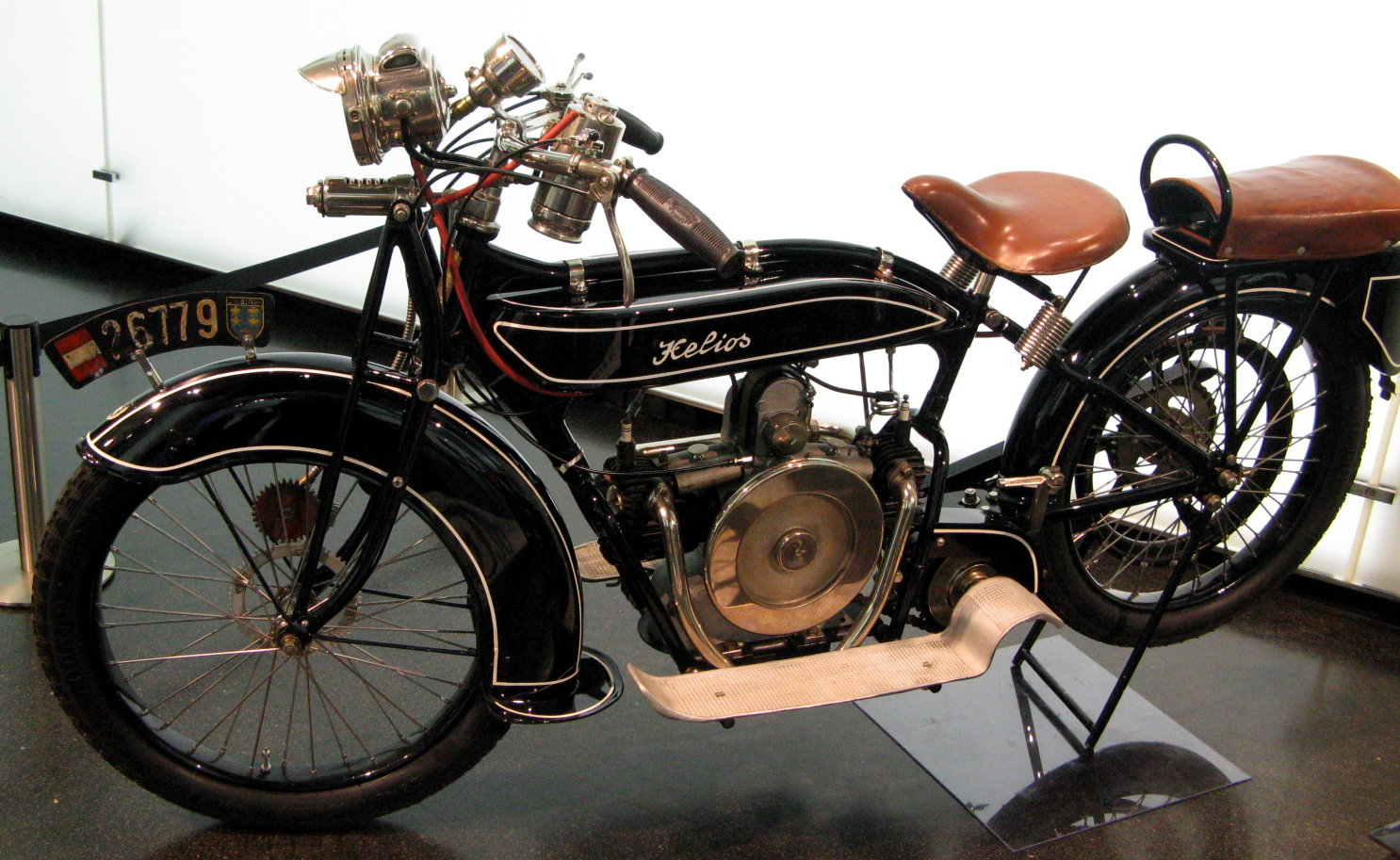
Una Helios del 1920. La posizione del motore boxer BMW, con l'albero trasversale, ostacolava il raffreddamento del cilindro posteriore. Questo problema spinse la BMW ad utilizzare sulle sue moto il motore in posizione ruotata

Dopo la fine della prima guerra mondiale, il Trattato di Versailles proibiva alla neonata Repubblica di Weimar di costruire aerei. La BMW, azienda costruttrice di motori aeronautici, si trovò così costretta a diversificare la sua produzione, puntando inizialmente verso la progettazione di motori e la produzione industriale.
Nel 1919 la BMW aveva progettato e costruito un motore boxer bicilindrico, l'M2 B15, per conto della tedesca Victoria. Inizialmente concepito come motore industriale portatile, fu in seguito installato sulle moto Victoria. Lo stesso motore fu impiegato anche sulla motocicletta Helios, prodotta dalla Bayerische Flugzeugwerke, azienda che di lì a poco si fuse con la stessa BMW. La Bayerische Flugzeugwerke per conto suo aveva prodotto, sempre per uso motociclistico, un piccolo motore a due tempi chiamato Flink, che non ottenne però successo.
Dopo la fusione il direttore generale di BMW, Franz Josef Popp, chiese a Max Friz di valutare la Helios. Completata la sua valutazione, Friz disse a Popp che la cosa migliore che si poteva fare con la Helios era quella di buttarla nel lago più vicino. Più nello specifico, Friz condannò la disposizione ad albero trasversale in stile Douglas, che limitava fortemente il raffreddamento del cilindro posteriore.
Popp e Friz concordarono che una soluzione di breve termine poteva essere ridisegnare la Helios per renderla più vendibile, a cui si sarebbe affiancata una di lungo termine, che prevedeva di progettare da zero una nuova motocicletta. Il nuovo progetto si concretizzo nella BMW R32 che entrò in produzione nel 1923, diventando la prima motocicletta prodotta dalla BMW.
La produzione, terminata nel 1926, fu di 3.090 esemplari.
Fu sostituita dalla R42.

## Caratteristiche tecniche

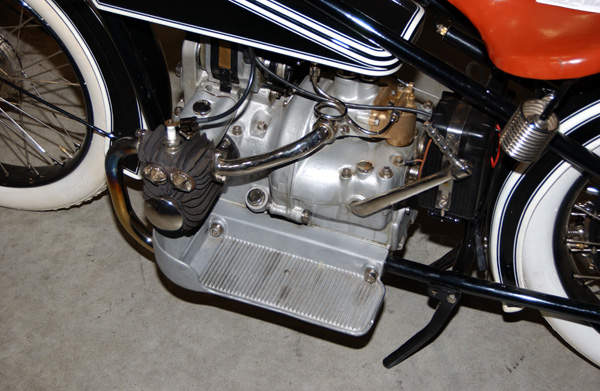
Il motore della R32, realizzato in blocco con il cambio

Il motore designato per equipaggiare la R32, l'M2 B33, aveva una cilindrata di 494 cm³ e distribuzione a valvole laterali, con cilindro e testa realizzate in unico blocco in ghisa. La potenza erogata era di 8,5 CV (6,3 kW), sufficienti a garantire una velocità massima di 95 km/h.
Il motore, realizzato in blocco col cambio, adottava un sistema di lubrificazione a carter umido con ricircolo dell'olio, in un'epoca in cui la maggior parte dei costruttori di moto utilizzavano un sistema di lubrificazione a perdere. 
La BMW utilizzò questo sistema di lubrificazione a ricircolo fino al 1969. Per contrastare i problemi di raffreddamento riscontrati sulla Helios, Friz decise di girare di 90° il motore boxer della R32, così che le teste dei cilindri sporgessero dai lati della moto.
Tale sistema era stato in precedenza adottato dalla casa britannica ABC.
A differenza delle motociclette ABC la R32 adottava una trasmissione cardanica. Il collegamento con l'albero in uscita dal cambio era realizzato con un giunto elastico, mentre per trasmettere la potenza alla ruota posteriore si usava un sistema corona-pignone, con la corona ricavata nel mozzo della ruota stessa.

### Annotazioni
1. ↑  Non presente sulla 1ª serie

### Fonti
1. 1 2 3 4 5 6  (EN) Jan P. Norbye, The Origins of BMW: From Flying Machines to Driving Machines, in BMW - Bavaria's Driving Machines, New York, Beekman House, 1984,  pp. 14-17, ISBN 0-517-42464-9.
2. 1 2 3   BMW R32, su quellidellelica.com. URL consultato il 18 ottobre 2013 (archiviato dall'url originale il 20 ottobre 2013).
3. 1 2  (EN) Hugo Wilson, The A-Z of Motorcycles, in The Encyclopedia of the Motorcycle, Londra, Dorling Kindersley, 1995,  pp. 10-27, ISBN 0-7513-0206-6.